# Łukowa (województwo podkarpackie)
Łukowa – wieś w Polsce położona w województwie podkarpackim, w powiecie leżajskim, w gminie Nowa Sarzyna. Miejscowość od 2012 roku należy do Parafii Przychojec-Łukowa należącej do dekanatu Leżajsk II w archidiecezji przemyskiej.
W latach 1975–1998 miejscowość administracyjnie należała do województwa rzeszowskiego.

## Części wsi
| SIMC    | Nazwa       | Rodzaj     |
| ------- | ----------- | ---------- |
| 0657585 | Na Niemcach | przysiółek |

## Historia
Wzmiankowana w II połowie XVII wieku. Według spisu powszechnego z 1921 roku miejscowość zamieszkiwało 326 Polaków i 37 osób narodowości rusińskiej. Natomiast uwzględniając kryterium wyznaniowe, wieś zamieszkiwało 278 osób wyznania rzymskokatolickiego, 76 - greckokatolickiego i 9 żydów.